# Nagios
Nagios is een opensourcecomputersysteem en netwerksurveillance-applicatie. Het houdt servers en services in de gaten die men specificeert en stuurt berichten als er dingen stuk gaan en wanneer services of servers die stuk waren weer beter gaan functioneren.
Nagios begon zijn leven onder de naam NetSaint, dat geschreven is en tegenwoordig wordt onderhouden door Ethan Galstad samen met een groep ontwikkelaars die actief Nagios en plug-ins van updates voorzien. Nagios is ontworpen voor Linux maar schijnt ook te werken op andere Unix-varianten. Verder wordt Nagios verspreid onder de GNU General Public License versie 2 zoals uitgegeven door de Free Software Foundation.

## Overzicht
- De bewaking van netwerkservices (SMTP, POP3, HTTP, NNTP, ICMP, SNMP, FTP, SSH)
- Bewaking van computeronderdelen (processorload, schijfgebruik, systeemlogboeken) op een meerderheid van network operating systems, zelfs Microsoft Windows met de NRPE_NT-plugins
- Surveillance van allerlei andere zaken (temperatuur, alarmen ...) die de mogelijkheid hebben om verzamelde data via het netwerk te versturen naar speciaal ontwikkelde plugins.
- Bewaking op afstand door SSH- of SSL-encrypted tunnels
- Simpel plug-inontwerp dat gebruikers in staat stelt om makkelijk eigen controles in te bouwen aan de hand van hun eisen, door het gebruik van een tool naar keuze (Bash, C++, Perl, Ruby, Python, PHP, C# etc.)
- Parallelle servicechecks
- Mogelijkheid tot netwerk host hiërarchie door het gebruik van "parent"-hosts, wat het mogelijk maakt het verschil tussen hosts die down zijn en hosts die onbereikbaar zijn te detecteren
- Bericht wanneer er een service of host een probleem heeft (via e-mail, pager, sms, of een ander door de gebruiker te definiëren methode via een plug-in)
- Mogelijkheid om event-handlers te definiëren bij service of hosts-events voor een proactieve probleemaanpak
- Automatische logbestandrotatie
- Ondersteuning voor de implementatie van redundante surveillancehosts
- Optionele webinterface om huidige netwerkstatus, notificaties, probleemhistorie en logfiles te bekijken.

## Etymologie
Volgens Ethan Galstads officiële FAQ op de Nagios-site is N.A.G.I.O.S. een recursief acroniem: "Nagios Ain't Gonna Insist On Sainthood". Het is een referentie naar de originele incarnatie van de software onder de naam Netsaint. Het woord agios betekent heilige in het Grieks.

## Boeken
- Barth, Wolfgang; (2006) Nagios: System And Network Monitoring - No Starch Press ISBN 1-59327-070-4
- Turnbull, James; (2006) Pro Nagios 2.0 - San Francisco: Apress ISBN 1-59059-609-9
- Josephsen, David; (2007) Building a Monitoring Infrastructure with Nagios - Prentice Hall ISBN 0-13-223693-1
- Dondich, Taylor; (2006) Network Monitoring with Nagios - O'Reilly ISBN 0-596-52819-1